# Richard Teitelbaum
Richard Teitelbaum (New York, 19 mei 1939 - Kingston (New York),  9 april 2020) was een Amerikaanse synthesizerspeler, improvisatiemuzikant en componist. Als leerling van Allen Forte, Mel Powell en Luigi Nono stond hij bekend om zijn live elektronische muziek en synthesizeruitvoeringen. Hij was een pionier op het gebied van brainwavemuziek. Hij was ook betrokken bij wereldmuziek en gebruikte Japanse, Indiase en westerse klassieke instrumenten en notatie in zowel compositie als improvisatie.

## Biografie
Teitelbaum herinnerde zich dat hij als kind naar zijn vader (een succesvolle advocaat) had geluisterd als die piano speelde. Teitelbaum, afgestudeerd aan het Haverford College in 1960, zette zijn keyboardstudie voort aan de Mannes School of Music en behaalde daarna zijn master in muziek aan Yale. Hij won een Fulbright-beurs om in 1964 in Italië te studeren bij Goffredo Petrassi en vervolgens in 1965 bij Luigi Nono. In Haverford ontmoette Teitelbaum de componist Henry Cowell en werd na de dood van Cowell een uitvoerder van het landgoed Cowell.
In Italië werd hij een van de oprichters van Musica Elettronica Viva met Alvin Curran en Frederic Rzewski. Halverwege de jaren 1960 begon hij onderzoek te doen naar het gebruik van hersengolven om muzikale gebeurtenissen te sturen en als resultaat bracht hij in 1967 de eerste Moog-synthesizer naar Europa. Zijn nummer In Tune werd eind 1967 voor het eerst uitgevoerd met Barbara Mayfield.
In 1970 keerde hij terug naar de Verenigde Staten om etnomusicologie te studeren aan de Wesleyan University, terwijl hij daar de World Band oprichtte (een van de eerste interculturele improvisatorische ensembles) met de meestermusici die in dat programma lesgaven.
In 1976 en 1977 gaf een andere Fulbright-beurs Teitelbaum de mogelijkheid om naar Japan te reizen, waar hij gagaku studeerde (hichiriki leerde van Masataro Togi, de hoofdmuzikant van de Japanse muziekafdeling Imperial Household), evenals shakuhachi met Katsuya Yokoyama.
Teitelbaum werkte ook samen met onder meer Anthony Braxton, Nam June Paik, Joan Jonas, Andrew Cyrille, Leroy Jenkins, Steve Lacy, Alvin Lucier en David Behrman.
Teitelbaum woonde in de staat New York en doceerde vanaf 1988 aan het Bard College, waar hij ook de directeur was van de Electronic Music Studio van die universiteit.

## Overlijden
Richard Teitelbaum overleed op 9 april 2020 op 80-jarige leeftijd aan een beroerte en laat zijn vrouw, de klassieke pianiste Hiroko Sakurazawa, achter. 
- Bibsys: 10018758
- Bibliothèque nationale de France: cb13900341j (data)
- Gemeinsame Normdatei: 128437758
- International Standard Name Identifier: 0000 0000 4862 936X
- Library of Congress Control Number: nr91013621
- MusicBrainz: 8a67d10e-7f39-40cb-8ae4-020bdd56e9ae
- Nationale Bibliotheek van Israël: 987007320932105171
- Nederlandse Thesaurus van Auteursnamen: 11037844X
- Réseau des bibliothèques de Suisse occidentale: 02-A011033558
- SNAC: w6tb2krc
- Système universitaire de documentation: 24334824X
- Virtual International Authority File: 27253394
- WorldCat: E39PBJbMbP4hT3kmffxt7Brcyd